# کرلیسل (اوهایو)
کرلیسل(به انگلیسی: Carlisle) شهری در ایالت اوهایو کشور ایالات متحده آمریکا است که جمعیت آن در سرشماری سال ۲۰۱۰ میلادی، ۴٬۹۱۵ نفر بوده‌است.